# 33372 Jonathanchung
33372 Jonathanchung è un asteroide della fascia principale. Scoperto nel 1999, presenta un'orbita caratterizzata da un semiasse maggiore pari a 2,3605362 UA e da un'eccentricità di 0,1592609, inclinata di 2,80661° rispetto all'eclittica.